# مادربه‌خطا

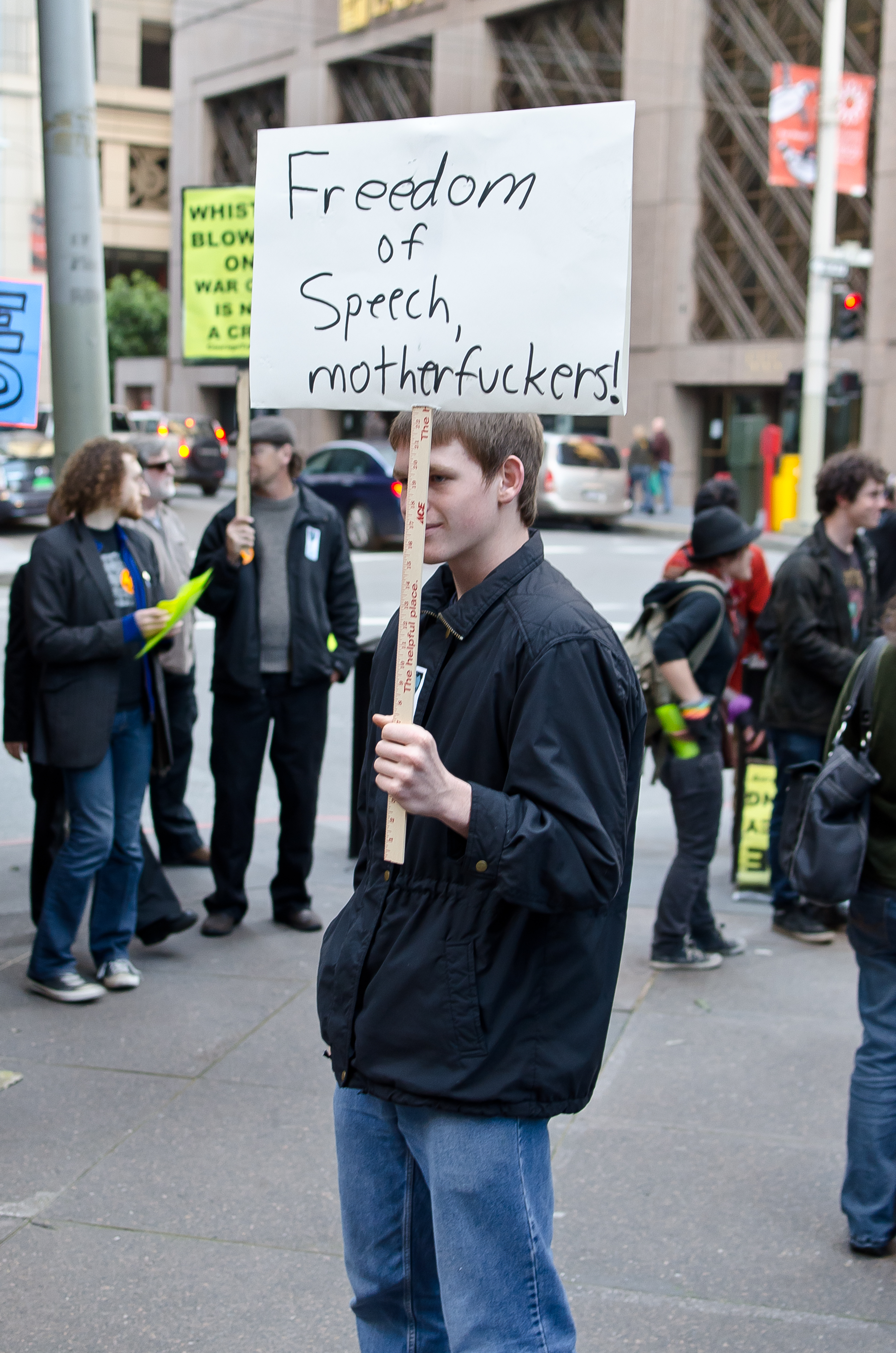
تابلوی آزادی بیان در دستان یک تظاهرکننده حاضر در یک اعتراض در سان فرانسیسکو، کالیفرنیا

مادربه‌خطا یا به زبان عامیانه جنسی مادرجنده (انگلیسی: Motherfucker)، که در بعضی مواقع در زبان انگلیسی به‌صورت اختصاری ‎mofo‎‏،‏ ‎mf‎ یا mf'er نوشته می‌شود، یک نوع فحش رکیک جنسی است. با وجود اینکه این واژه معمولاً به‌شدت توهین‌آمیز تلقی می‌شود، اما به‌ندرت به معنی واقعی کلمه برای اشاره به فردی بکار می‌رود که درگیر آمیزش جنسی با مادر شخصی دیگر، یا با مادر خودش بوده‌است؛ بلکه بیشتر به شخص بدجنس، پست یا بدطینت، یا هر موقعیت منحصراً سخت یا خسته‌کننده‌ای اشاره دارد. از سوی دیگر این واژه ممکن است به‌عنوان واژه‌ای برای تحسین به‌کار برود. همان‌طور که در اصطلاح کله‌خر مادربه‌خطا این واژه اشاره به یک شخص نترس و بی‌پروا دارد.

## تاریخچه و فرهنگ عامه
ریشهٔ این واژه دست کم به اواخر سدهٔ ۱۹ میلادی بازمی‌گردد. در یک پرونده قتل در تگزاس در سال ۱۸۸۹ یک شاهد شهادت داد که قربانی کمی پیش از مرگش مدعی علیه را «مادربـ—ـای لعنتی، حرامزادهٔ مادرقحبه» خطاب کرده‌است. در حکمی که دادگاهی در تگزاس در سال ۱۸۹۷ صادر کرد، این واژه به‌صورت کامل و به‌شکل «مادربه‌خطا» چاپ شد. پس از آن در سال ۱۹۱۷ یک سرباز نظامی ایالات متحده آمریکا هیئت فراخوانی خود را در نامه‌ای «شما مادربه‌خطاهای بی‌آبرو…» خطاب کرد.
در ادبیات، نورمن میلر در سال ۱۹۴۸ در رمان خود با نام عریان و مرده از شکل نهان این اصطلاح به‌صورت «motherfugger» گاه‌وبیگاه استفاده کرد، و پس از آن در سال ۱۹۶۷ در رمان دیگرش با نام ما در ویتنام چه می‌کنیم؟ این واژه را به شکل کامل به‌کار برد. این واژه در داستان کوتاه ۶۳: قصر رؤیایی نوشتهٔ جیمز پردی در سال ۱۹۵۶ دیده شد. این اصطلاح در رمان سلاخ‌خانه شماره پنج نوشتهٔ کرت وانه‌گت توسط یک سرباز در داستان استفاده شد و باعث به‌چالش کشیده‌شدن این کتاب در کتابخانه‌ها و مدرسه‌ها شد. وانه‌گت در نطقی که در کتاب تقدیر بدتر از مرگ منتشر شد با مزاح نوشت که «از زمانی که این واژه در سال ۱۹۶۹ منشر شده، کودکان در تلاش بوده‌اند تا با مادران خود رابطه جنسی برقرار کنند. کسی نمی‌داند این روند کی متوقف می‌شود».
این واژه برای ساموئل ال. جکسون، بازیگر آمریکایی به یک تکیه کلام تبدیل شده‌است. او در برخی از فیلم‌هایش به‌طور مکرر از این واژه استفاده می‌کند. استفادهٔ او از این اصطلاح به او کمک کرده‌است تا بر مشکل لکنت زبانی که در طول عمرش با آن روبرو بوده، غلبه کند.